# Diecezja Coventry
Diecezja Coventry (ang. Diocese of Coventry) – diecezja Kościoła Anglii, wchodząca w skład metropolii Canterbury. Obejmuje hrabstwo Warwickshire, a także miasto Coventry, leżące w hrabstwie West Midlands. 
W skład diecezji wchodzi 198 parafii, mających w zarządzie łącznie 242 kościoły. Obsługuje je 105 księży obu płci. Biskup diecezjalny tytułowany jest biskupem Coventry, natomiast biskup pomocniczy nosi tytuł biskupa Warwick. Na terenie diecezji zamieszkuje 809 000 osób, z czego w anglikańskich nabożeństwach bierze udział średnio 16 200 osób tygodniowo. 